# ジンデルフィンゲン

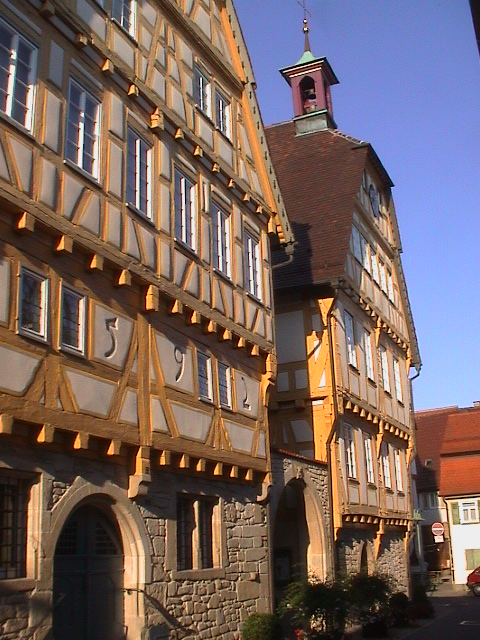
旧市庁舎。現在は市の博物館になっている。

ジンデルフィンゲン(Sindelfingen)は、ドイツ連邦共和国バーデン＝ヴュルテンベルク州の都市であり、ベーブリンゲン・シュトゥットガルト・レオンベルクに隣接する。
シュトゥットガルトのおよそ15kmに位置し、自動車・情報産業の拠点が置かれている。

## 産業
メルセデス・ベンツ・グループの工場を筆頭に、自動車産業や情報産業が拠点を構えている。隣接するベーブリンゲンにもこれらの産業の拠点がおかれ、ジンデルフィンゲンはその通勤圏となっている。
中世は紡績業の栄えた地域であり、現在もファッション産業が盛んである。

## 交通
- アウトバーンのA8号線・A81号線が近くを通っている。
- ゴルトベルク駅からSバーンでシュトゥットガルトやヘレンベルクに出ることができる。
- 最も近い空港はシュトゥットガルト空港。

## 市章と市旗
ジンデルフィンゲンの市章は、銀色の盾形に、黒い十字架と三本の黒い鹿の角を縦に並べたデザインである。旗は白黒である。
市章と市旗は長い伝統を持ち、1927年に公式となった。鹿の角は、ヴュルテンベルクの構成員であることを意味している。バーデン＝ヴュルテンベルク州の現在の紋章の図案にも、鹿が含まれている。

## 友好都市
- シャフハウゼン (スイス)(1952年から友好都市)
- コルベイユ＝エソンヌ (フランス)(1958年から)
- ソンドリオ (イタリア)(1962年から)
- ドロンフィールド、ノース・イースト・ダービーシャー (イギリス)(1971年から)
- ジェール (ハンガリー)(1987年から)
- トルガウ (ドイツ)(1987年から)
- ヘウム (ポーランド)(2001年から)

## 著名人
- ローランド・エメリッヒ(映画監督)
- WIZO（パンク・ロック・バンド）の結成地である